# Образование в Индонезии
Образование в Индонезии находится в ведении Министерства образования и культуры (Kementerian Pendidikan dan Kebudayaan или Kemdikbud) и Министерства по делам религий (Kementerian Agama или Kemenag). В Индонезии все граждане должны пройти двенадцать лет обязательного образования, которое состоит из шести лет начальной школы и по три года средней и старшей школы. Исламские школы находятся в ведении Министерства по делам религий.
Образование определяется как запланированные усилия по созданию учебной среды и учебного процесса, чтобы учащийся мог активно развивать свой собственный потенциал на религиозном и духовном уровне, сознание, личность, интеллект, поведение и творческий потенциал для себя, других граждан и нации. В Конституции также отмечается, что в Индонезии существует два вида образования: формальное и неформальное. Формальное образование далее делится на три уровня: начальное, среднее и высшее образование.
Школы в Индонезии находятся в ведении правительства (negeri) или частного сектора (swasta). Некоторые частные школы называют себя «национальными школами плюс», это означает, что их учебная программа превышает требования, установленные Министерством образования, особенно в использовании английского языка в качестве средства обучения или внедрении международной учебной программы вместо национальной. В Индонезии насчитывается около 170 000 начальных школ, 40 000 младших средних школ и 26 000 средних школ. 84 % этих школ находятся в ведении Министерства образования и культуры (МОК), а остальные 16 % находятся в ведении Министерства по делам религий (МОРА).

## История

### Эра исламских государств
Появление исламского государства в Индонезии отмечено аккультурацией исламских и индуистско-буддийских традиций. В это время, был введен тип исламской школы-интерната pondok pesantren. Эти школы находятся в основном вдали от крупных городов.

### Колониальная эпоха
Начальное образование было введено голландцами в Индонезии в колониальную эпоху. Система образования в Нидерландах представляет собой цепочку образовательных учреждений, основанную на социальном статусе населения колонии, причем наилучшее доступное образование зарезервировано для европейского населения.
В 1870 году, с развитием голландской этической политики, сформулированной Конрадом Теодором ван Девентером, некоторые из этих голландских школ открыли двери для pribumi (букв. индонезийцы). Их называли Sekolah Rakjat (букв. народная школа), зародыш того, что сегодня называется Sekolah Dasar (букв. начальная школа). В 1871 году парламент Нидерландов принял новый закон об образовании, который стремился унифицировать сильно разрозненные и разнообразные системы образования коренных народов по всему архипелагу и расширить число школ подготовки учителей под надзором колониальной администрации. Бюджет на государственное обучение был увеличен в несколько раз — с 300 000 гульденов в 1864 году до примерно 3 миллионов гульденов к началу 1890-х годов. Однако чаще всего на развитие образования не хватало средств, поскольку многие голландские политики опасались, что расширение образования в конечном итоге приведет к антиколониальным настроениям. Финансирование образования составляло лишь 6 % от общих расходов колониального бюджета в 1920-х годах. К 1930 году число государственных и частных начальных школ для местных жителей увеличилось до 3 108, а число библиотек до 3000. Тем не менее, расходы резко сократились в результате экономической депрессии в 1930 году.
Голландцы ввели систему формального образования для местного населения Индонезии, хотя она была ограничена определёнными привилегированными детьми. Европейские школы были смоделированы по образцу системы образования в самих Нидерландах и требовали знания голландского языка. Голландский язык также был необходим для поступления в высшие учебные заведения. Элитное коренное/китайское население, которое не владело голландским языком, могло поступить в голландские или китайские школы. Школы были следующих уровней:
- ELS (голл.: Europeesche Lagereschool, букв. европейская низшая школа) — начальная школа для европейцев;
- HSS (голл.: Hollandsch-Schakelschool, букв. школа голландского свитча);
- HIS (голл.: Hollandsch-Inlandscheschool, букв. голландско-аборигенная школа") — начальная школа для коренных жителей;
- HCS (голл.: Hollandsch-Chinescheschool, букв. голландско-китайская школа) — начальная школа для китайцев;
- MULO (голл.: Meer Uitgebreid Lager Onderwijs, букв. Более продвинутое низшее образование) — средняя школа;
- AMS (голл.: Algemene Middelbareschool, букв. общая средняя школа) — высшая школа или колледж;
- HBS (голл.: Hogere Burgerschool, букв. высшая гражданская школа) — доуниверситетское образование.

Для населения в сельской местности голландцы создали систему школ Деса или сельских школ, которая была направлена на распространение грамотности среди коренного населения. Эти школы обеспечивали двух-трехлетнее обучение местным предметам (чтение, письмо, счёт, гигиена, животные и растения и т. д.) и служили более дешёвой альтернативой обычным школам. Эти сельские школы, однако, получали гораздо меньше средств, чем привилегированные европейские школы, поэтому качество предоставляемого образования часто отсутствовало. Несмотря на недостатки, к 1930 году число сельских школ достигло 17 695. Остальное сельское образование было оставлено на откуп христианским миссионерам, что считалось более экономически эффективным.
Разделение между голландцами и индонезийцами в сфере образования подтолкнуло нескольких индонезийских деятелей к созданию образовательных учреждений для местных жителей. Арабские индонезийцы основали Джамиат Хейр в 1905 году, Ахмад Дахлан основал Мухаммадию в ноябре 1912 года, а Ки Хаджар Девантара основал Таман Сисву в июле 1922 года для освобождения местного населения. Pesantren (исламские школы) также быстро росли в этот период.
В колониальный период существовал большой разрыв между образованием мужского и женского населения. В 1920 году на острове Ява и Мадура при 6,5 % грамотного мужского населения, грамотными были только 0,5 % женского коренного населения. Подобное явление можно наблюдать у арабов и китайцев: 26,5 % грамотного мужского населения и только 8,5 % грамотного женского населения. На островах за пределами Явы разница между грамотным мужским и женским населением составляет 12 % и 3 % от населения соответственно. Под влиянием яванского аристократа Картини, который умер молодым в возрасте 25 лет, семья Ван Девентер работала над повышением вовлеченности женщин в образование и получила поддержку от правительства Нидерландов, что в итоге привело к созданию школ Картини в 1911 году.
Голландское колониальное правительство создало университеты и колледжи для индонезийцев на острове Ява. До основания Технологического института Бандунг в 1920 году в стране не было университетского образования; студенты должны были уезжать за границу (в основном в Нидерланды), чтобы получить его. На сегодняшний день большинство из этих университетов стали высшим учебным заведением страны. Эти учреждения следующие:
- School tot Opleiding van Inlandsche Artsen или STOVIA, медицинский университет, который позже станет Geneeskundige Hogeschool в Батавии.
- Nederland-Indische Artsen School или NIAS, медицинская школа в Сурабае.
- Rechts-Hoge-School, юридическая школа в Велтевредене, Батавия.
- De Technische Hoge-School, или THS, техникум в Бандунге и первый полноценный университет в стране (открыт в 1920 году).
- Middelbare Landbouw-school, сельскохозяйственный колледж, который позже стал Landbouwkundige Faculteit в Богоре.
- Opleiding-School voor Inlandsche Ambtenaren или OSVIA, колледжи для обучения местных государственных служащих.
- Hollandsche-Indische Kweek-school, колледжи для подготовки учителей.

К 1930-м годам голландцы ввели ограниченное формальное образование почти во всех провинциях Голландской Ост-Индии, хотя к этому периоду только 7 % населения были грамотными, а 2 % свободно владели голландским языком. На внешних островах за пределами Явы чтобы удовлетворить спрос на школьное образование правительство Нидерландов в значительной степени полагалось на миссионерские школы, которые в основном предоставляют базовое и духовное образование.

### Японская оккупация
Во время японской оккупации во Второй мировой войне деятельность голландской системы образования была объединена в одну систему, параллельную японской системе образования. Японская оккупация ознаменовала ухудшение образования в Индонезии, так как школы были организованы с целью создания сферы совместного процветания в Восточной Азии. В результате школы начали военное и физическое воспитание, которое имело ярко выраженную антизападную направленность. Это включало изучение японской культуры и истории. Студенты должны были поднимать японский флаг и кланяться императору каждое утро. Японцы сделали школы менее стратифицированными; несмотря на это, к 1945 году число учащихся в начальных школах сократилось на 30 %, а в средних школах — на 90 %.

### После обретения независимости
Под японской и голландской оккупацией большинство образовательных учреждений были созданы для удовлетворения потребностей оккупирующей державы. Было предпринято очень мало усилий для содействия интеллектуальному развитию коренного населения. После того, как Индонезия провозгласила свою независимость в 1945 году, уцелевшая система образования была хрупкой и неорганизованной. Кроме того, не хватало учителей, так как большинство из них были голландцы или японцы. Очень немногие индонезийцы имели опыт управления школами.
Стремясь решить проблему целенаправленного образования для коренного населения, первое правительство Индонезии должно было создать систему с нуля и отказаться от колониальной европейской системы. Закон, провозглашенный в Конституции 1945 года в качестве пункта 1 статьи 131 главы 8, гласит, что «каждый гражданин имеет право на образование». Было организовано Министерство образования и культуры, первым министром стал Соеванди. Новое учреждение стремилось создать антидискриминационное, элитарное и капиталистическое образование для продвижения национализма в новой республике Индонезия. Было также решено, что религия заслуживает надлежащего места и внимания в новой республике, что привело к усилению поддержки песантренов и исламских медресе.

## Раннее образование
Дошкольное образование в Индонезии обеспечивается PAUD (Pendidikan Anak Usia Dini, букв. обучение в раннем возрасте), которое охватывает Taman Bermain (игровая группа) и Taman Kanak-Kanak (детский сад, сокращенно TK). PAUD находится под непосредственным руководством и управлением Директората по развитию образования в раннем возрасте (Direktorat Pengembangan Pendidikan Anak Usia Dini).
С 2 лет родители отправляют своих детей в Таман Бермаин. С 4 лет они посещают Таман Канак-Канак. Большинство ТК разбивают классы на две категории: A и B, которые неофициально называются kelas nol kecil (маленькая нулевая оценка) и kelas nol besar (большая нулевая оценка) соответственно. Хотя этот уровень образования не является обязательным, он направлен на подготовку детей к начальному образованию. Из 49 000 детских садов в Индонезии 99,35 % находятся в частной собственности. Годы детского сада обычно делятся на «класс A» и «класс B», при этом учащиеся проводят год в каждом классе.

## Государственное начальное и среднее образование
Индонезийцы обязаны посещать школу 12 лет. Школа работает шесть (или пять, в зависимости от учреждения) дней в неделю с 6:30 до полудня (обычно до 2 или 3 часов дня). Можно выбирать между государственными, несектантскими государственными школами, контролируемыми Министерством национального образования (Kemdiknas), или частными или полу-частными религиозными (обычно исламскими) школами, контролируемыми и финансируемыми Министерством по делам религии. Учащиеся могут принять участие во внеклассных мероприятиях, предоставляемых школой, таких как занятия спортом, искусством или религиоведением. Однако, хотя согласно переписи 2000 года 86,1 % населения Индонезии зарегистрировано как мусульмане, только 15 % лиц школьного возраста посещали религиозные школы. Общие показатели зачисления немного выше для девочек, чем для мальчиков, и намного выше на Яве, чем в остальной части Индонезии.
Главная цель национальной системы образования — прививать светскую мудрость и обучать детей принципам участия в современном национальном государстве, его бюрократии и его моральных и идеологических основах. Начиная с «Управляемой демократии» (1959-65), укрепленной при Новом Порядке после 1975 года, ключевой особенностью национальной учебной программы было обучение в Панча силе. Дети в возрасте шести лет и старше выучили наизусть пять его принципов — веру в единого Бога, гуманизм, национальное единство, демократию и социальную справедливость — и ежедневно получали указания применять этот ключевой национальный символ в своей жизни. С окончанием Нового Порядка в 1998 году и началом кампании по децентрализации национального правительства администраторы провинций и районов получили все большую самостоятельность в определении содержания школьного образования, и Панча сила начал играть все меньшую роль в учебной программе.
В классах государственных школ преобладает стиль педагогики, направленный на заучивание наизусть и воспитание уважение к авторитету учителя. Хотя самым младшим детям иногда разрешается использовать свой местный язык, к третьему году обучения в начальной школе почти все обучение ведется на индонезийском языке. Учителя обычно не задают вопросы отдельным ученикам; скорее, стандартная методика обучения состоит в том, чтобы описать событие или проблему, делая паузу в ключевых моментах, чтобы позволить студентам задать вопросы, которые «заполняют пробелы». Считается, что, не выявляя индивидуальных проблем учеников и сохраняя эмоциональную отстранённость, учителя проявляют терпение, что считается достойным восхищения.
Дети в возрасте 6—12 лет посещают начальную школу Sekolah Dasar (SD). По состоянию на 2014 год большинство начальных школ являются государственными школами, на которые приходится 90,29 % всех начальных школ в Индонезии. Учащиеся проводят шесть лет в начальной школе, хотя некоторые школы предлагают ускоренную программу обучения, в которой учащиеся с хорошими показателями могут пройти уровень за пять лет.
Три года средней школы (Sekolah Menengah Pertama, или SMP) следует за начальной школой. Некоторые школы предлагают ускоренную программу обучения, в которой учащиеся, которые хорошо успевают, могут пройти уровень за два года.
Существуют академические и профессиональные средние школы, которые дают дипломы высшего уровня. Есть также «отечественные научные» средние школы для девочек.
После завершения средней школы, ученики могут посещать трехлетнюю школу (Sekolah Menengah Atas или SMA). Некоторые средние школы предлагают ускоренную программу обучения, чтобы учащиеся, которые хорошо учатся, могли достичь своего уровня за два года. Помимо средней школы, учащиеся могут выбирать из 47 программ профессиональной и предпрофессиональной средней школы (Sekolah Menengah Kejuruan или SMK), разделенных на следующие профили: технологии и инженерия, здравоохранение, искусство, ремесло и туризм, информационные и коммуникационные технологии, агропромышленный комплекс, бизнес и агротехника, управление бизнесом. По каждому профилю требуется три года обучения. На уровне старшей средней школы открыты трехлетние сельскохозяйственные, ветеринарные и лесные школы для учащихся, окончивших академическую среднюю школу.
Специальные школы для младших и старших классов обучают управлению отелями, юридическому клерку, пластическому искусству и музыке.
Учащиеся с ограниченными возможностями/особыми потребностями могут быть зачислены в отдельную школу Sekolah Luar Biasa (SLB, букв. экстраординарная школа).
Индонезийская система образования является четвёртой по величине в мире с более чем 50 миллионами учащихся, 3 миллионами учителей и 300 000 школ. Уровень начальной и средней школы является обязательным. Начальная и средняя школа бесплатны, а в старших классах взимается небольшая плата. Уровень завершения начальных школ в Индонезии высокий. В 2011 году чистый показатель охвата начальным образованием составляет около 95,55 %, однако показатель зачисления в среднюю школу снижается до 77,71 %, а в старших классах — до 57,74 %. Хотя участие в высшем образовании ещё ниже — около 27,1 %, это число все ещё довольно высоко по сравнению с другими государствами-членами АСЕАН. За тот же год коэффициент окончания в начальной, средней и старшей школах составил соответственно 95,3 %, 97,68 % и 96,8 %. Чем выше процент окончания, тем меньше учащихся на определённом уровне образования бросают школу. Хотя правительство Индонезии добилось значительных улучшений в сфере образования, все ещё существует много проблем, которые необходимо решить, включая финансирование, управление, справедливость и качество образования.
Программы подготовки учителей разнообразны и постепенно обновляются. Например, в 1950-х годах каждый, кто заканчивал программу подготовки учителей на уровне средней школы, мог получить сертификат учителя. Однако с 1970-х годов учителя начальных классов должны были закончить старшую среднюю школу для учителей, а учителя старших классов должны были пройти курс обучения на университетском уровне. Вознаграждение учителям начальных и средних школ, хотя и низкое, выгодно отличается от вознаграждения в других азиатских странах, таких как Малайзия, Индия и Таиланд. Соотношение учащихся и преподавателей соответствует показателям во многих азиатских странах: в 2004 году они составляли 23,4 к 1 и 18,8 к 1 соответственно для начальных и средних школ; в том же году средние значения для стран Азиатско-Тихоокеанского региона составили 22:1 и 18:1 соответственно.
К 2008 году нехватка персонала в школах Индонезии уже не была такой острой, как в 1980-х годах, но серьёзные проблемы сохраняются, особенно в таких областях, как заработная плата учителей, сертификация учителей и поиск квалифицированного персонала. В частности, во многих отдаленных районах Внешних островов ощущается острая нехватка квалифицированных учителей, а в некоторых деревнях есть школьные здания, но нет учителей, книг или других материалов и оборудования. Предоставление учебников и другого школьного оборудования для 37 миллионов школьников в Индонезии на обширном архипелаге также остается серьёзной проблемой, особенно в более отдаленных районах.

### Школьные оценки
Учебный год делится на два семестра. Первый начинается в июле и заканчивается в декабре, а последний начинается в январе и заканчивается в июне.
| Уровень / Класс                              | Типичный возраст                                                        |
| -------------------------------------------- | ----------------------------------------------------------------------- |
| дошкольный                                   |                                                                         |
| Дошкольная игровая группа                    | 3—4                                                                     |
| Детский сад                                  | 4—6                                                                     |
| Начальная школа                              |                                                                         |
| 1 класс                                      | 6—7                                                                     |
| 2 класс                                      | 7—8                                                                     |
| 3 класс                                      | 8—9                                                                     |
| 4 класс                                      | 9—10                                                                    |
| 5-й класс                                    | 10—11                                                                   |
| 6 класс                                      | 11—12                                                                   |
| Средняя школа                                |                                                                         |
| 7-й класс                                    | 12—13                                                                   |
| 8 класс                                      | 13—14                                                                   |
| 9 класс                                      | 14—15                                                                   |
| Старшие классы школы                         |                                                                         |
| 10-й класс                                   | 15—16                                                                   |
| 11 класс                                     | 16—17                                                                   |
| 12 класс                                     | 17—18                                                                   |
| Высшее образование                           |                                                                         |
| Высшее образование (колледж или университет) | Возраст варьируется (обычно 17—21 или 18—22 года в течение четырёх лет) |
| Высшее образование                           |                                                                         |
| Образование для взрослых                     |                                                                         |

### Учебный план 2013 года
| 1                       | 2                       | 3                       | 4                       | 5   | 6   | 7   | 8   | 9   | 10  | 11  | 12  |     |     |     |     |
| 1                       | Общее образование       | 1                       | Религия                 | 4   | 4   | 4   | 4   | 4   | 4   | 3   | 3   | 3   | 2   | 2   | 2   |
| 1                       | Общее образование       | 2                       | Панкасила и Сивик       | 6   | 6   | 6   | 6   | 6   | 6   | 2   | 2   | 2   | 2   | 2   | 2   |
| 1                       | Общее образование       | 3                       | Физическая культура     | 4   | 4   | 4   | 4   | 4   | 4   | 4   | 4   | 4   | 2   | 2   | 2   |
| 1                       | Общее образование       | 4                       | Домашняя экономика      | н / | н / | н / | н / | н / | н / | 2   | 2   | 2   | 2   | 2   | 2   |
| 2                       | Язык (и литература)     | 1                       | Индонезийский язык      | 6   | 6   | 6   | 6   | 6   | 6   | 6   | 6   | 6   | 4   | 4   | 4   |
| 2                       | Язык (и литература)     | 2                       | Английский язык         | н / | н / | н / | н / | н / | н / | 4   | 4   | 4   | 4   | 4   | 4   |
| 3                       | Естественные науки      | 1                       | Математика              | 6   | 6   | 6   | 6   | 6   | 6   | 4   | 4   | 4   | 4   | 4   | 4   |
| 3                       | Естественные науки      | 2                       | Физика                  | н / | н / | н / | 1,5 | 1,5 | 1,5 | 2   | 2   | 2   | н / | н / | н / |
| 3                       | Естественные науки      | 3                       | Биология                | н / | н / | н / | 1,5 | 1,5 | 1,5 | 2   | 2   | 2   | н / | н / | н / |
| 4                       | Социальные науки        | 1                       | История                 | н / | н / | н / | 1   | 1   | 1   | 1   | 1   | 1   | 2   | 2   | 2   |
| 4                       | Социальные науки        | 2                       | География               | н / | н / | н / | 1   | 1   | 1   | 1   | 1   | 1   | н / | н / | н / |
| 4                       | Социальные науки        | 3                       | Экономика               | н / | н / | н / | 1   | 1   | 1   | 1   | 1   | 1   | н / | н / | н / |
| 5                       | Искусства               | 1                       | Музыка                  | 1   | 1   | 1   | 1   | 1   | 1   | 1   | 1   | 1   | 1   | 1   | 1   |
| 5                       | Искусства               | 2                       | Рисование               | 1   | 1   | 1   | 1   | 1   | 1   | 1   | 1   | 1   | 1   | 1   | 1   |
| 5                       | Искусства               | 3                       | Навыки                  | 1   | 1   | 1   | 1   | 1   | 1   | 1   | 1   | 1   | н / | н / | н / |
| 5                       | Искусства               | 4                       | Танцы                   | 1   | 1   | 1   | 1   | 1   | 1   | 1   | 1   | 1   | н / | н / | н / |
| 6                       | N / A                   | 1                       | Пеминатан Академик      | н / | н / | н / | н / | н / | н / | н / | н / | н / | 2   | 2   | 2   |
| 6                       | N / A                   | 2                       | Келомпок Пеминатан      | н / | н / | н / | н / | н / | н / | н / | н / | н / | 16  | 16  | 16  |
| Всего часовых предметов | Всего часовых предметов | Всего часовых предметов | Всего часовых предметов | 30  | 30  | 30  | 36  | 36  | 36  | 36  | 36  | 36  | 42  | 42  | 42  |
| Всего предметов         | Всего предметов         | Всего предметов         | Всего предметов         | 6   | 6   | 6   | 8   | 8   | 8   | 10  | 10  | 10  | 14  | 14  | 14  |

Специализация группы (келомпок пеминатан)
| # | Естественные науки | Социальные науки | Язык и литература           | Всего час |
| - | ------------------ | ---------------- | --------------------------- | --------- |
| 1 | Математика         | история          | индонезийский язык          | 4         |
| 2 | физика             | география        | английский язык             | 4         |
| 3 | Биология           | экономика        | Традиционный / Местный язык | 4         |
| 4 | Химия              | социология       | Иностранный язык            | 4         |

## Исламские школы
Светскому и националистическому акценту в государственных школах сопротивлялось мусульманское большинство. Меньшинство этих мусульман предпочитает помещать своих детей в pesantren (исламская школа-интернат) или исламская школа. Обычно находящиеся в сельской местности и управляемые мусульманскими учеными, песантрены посещают молодые люди, ищущие детального понимания Корана, арабского языка, шариата, мусульманских традиций и истории, а также более современных предметов, такие как английский, математика и география. Студенты могут поступать и уходить из песантрена в любое время года, и учёба не организована как последовательность курсов, ведущих к выпуску.
Хотя главная цель песантренов — воспитывать хороших мусульман, у них нет единой позиции по отношению к исламу или позиции по секуляризму. Некоторые pesantren подчеркивают право современных студентов думать самостоятельно и интерпретировать Священные Писания и современные знания таким образом, чтобы это соответствовало учению ислама. Другие более традиционны и подчеркивают важность следования мудрости старших, включая их учения о науке, религии и семейной жизни. Хотя террористические взрывы в Куте, Бали, в 2002 году вызвали подозрения в отношении того, пропагандируют ли песантрены экстремистские взгляды, большинство этих школ в Индонезии являются теологически умеренными, отражающими взгляды индонезийского населения в целом. Для тех, кто выбирает образование в pesantren, после успешного прохождения государственного теста доступен сертификат, эквивалентный окончанию шестого класса.
Для того, чтобы студенты адаптировались к жизни в современном национальном государстве, в 1970-х годах Департамент религии, в котором преобладали мусульмане (в настоящее время — Департамент по делам религий), выступал за распространение более новой разновидности мусульманской школы: медресе. Этот тип школы объединяет религиозные предметы из pesantren со светскими предметами из системы государственного образования западного стиля. Хотя в целом общественность считает, что исламские школы предлагают более низкое качество образования, среди исламских школ медресе оценивается ниже, чем песантрен.
Медресе Ибтидайя (Madrasah Ibtidaiyah, MI) является исламской альтернативой школьному обучению, в нём основное внимание уделяется арабскому языку и исламу. Медресе Цанавия (Madrasah Tsanawiyah, MT) является исламским школьным эквивалентом SMP. Медресе Алия (Madrasah Aliyah, MA) является эквивалентом SMA для исламского образования, в то время как медресе Алия Кеджуруан (Aliyah Kejuruan, MAK) является эквивалентом SMK.

## Высшее образование
Высшие учебные заведения подразделяется на два типа: государственные и частные. Оба находятся под надзором Министерства исследований, технологий и высшего образования. Существует четыре типа высших учебных заведений: университеты, институты, академии и политехники.
Высшие учебные заведения Индонезии пережили резкий рост с момента обретения независимости. В 1950 году было 10 высших учебных заведений, в которых обучалось около 6500 студентов. В 1970 году в 450 частных и государственных учреждениях обучалось около 237 000 студентов. К 1990 году насчитывалось 900 учреждений с 141 000 преподавателей и почти 1,5 млн студентов. К 2009 году насчитывалось 2975 высших учебных заведений и более 4,2 млн студентов. Из этих учреждений 3 % были государственными, с 57,1 % учащихся, а 97 % были частными, с 42,9 % учащихся. Поступление в государственные университеты зависит от общенациональных вступительных экзаменов (SNMPTN и SBMPTN). Несмотря на то, что государственные субсидии финансируют приблизительно от 80 до 90 % бюджетов государственных университетов, университеты обладают значительно большей автономией в учебных программах и внутренней структуре, чем начальные и средние школы. Принимая во внимание, что обучение в таких государственных учреждениях является более доступным, чем обучение в частных университетах, что позволяет получать образование представителям относительно бедных слоев, зарплаты преподавателей являются низкими по международным стандартам. У преподавателей часто есть подработки вне университета.
Частные университеты обычно управляются фондами. В отличие от государственных университетов, частные учреждения имеют бюджеты, которые почти полностью зависят от платы за обучение. Единовременный регистрационный сбор (который может быть высоким) определяется во время поступления. Университеты религиозной направленности могут получать пожертвования или гранты от религиозных организаций. Правительство предоставляет лишь ограниченную стипендиальную поддержку студентам, желающим посещать частные университеты.
Большинство из 6000 иностранных студентов, обучающихся в индонезийских университетах, родом из Малайзии. В частности, они обучаются медицине, фармацевтике, литературе, гуманитарным наукам, исламоведению и инженерии. Большинство финансируется правительством Малайзии. Эти студенты рассеяны по всей Индонезии почти во всех государственных университетах, таких как Университет Суматра Утара, Университет Индонезии, Университет Гаджа Мада, Технологический институт Бандунг и в частных учебных заведениях, таких как Университет Кристен Крида Вакана (UKRIDA).

### Индонезийские степени
| Тип степени    | Индонезийский термин                    | Эквивалент в англоязычных странах |
| -------------- | --------------------------------------- | --------------------------------- |
| Диплом 1 (Д1)  | Profesional ahli pratama                | Степень специалиста               |
| Диплом 2 (Д2)  | Profesional ahli muda                   | Степень специалиста               |
| Диплом 3 (Д3)  | Profesional ahli madya или Sarjana muda | Степень бакалавра                 |
| Диплом 4 (Д4)  | Sarjana sains terapan                   | Степень бакалавра                 |
| Сарьяна 1 (S1) | Sarjana                                 | Степень бакалавра (с отличием)    |
| Сарьяна 2 (S2) | Magister                                | Степень магистра                  |
| Сарьяна 3 (S3) | Doktor                                  | Докторская степень                |

### Зарубежные университеты
Иностранные университеты могут работать в Индонезии, но они обязаны сотрудничать с местными университетами. Конституционный суд отклонил судебный иск, предложенный шестью студентами, за отказ иностранным университетам работать в Индонезии.

## Международное образование
По состоянию на январь 2015 года Международная школа консультирования (ISC) опубликовала список 190 международных школ, находящихся в Индонезии. ISC определяет «международную школу» в следующих терминах: «ISC считает школу международной, если школа предоставляет учебную программу для любой комбинации дошкольного, начального или среднего образования, полностью или частично на английском языке за пределами англоязычной страны, или если школа в стране, где английский является одним из официальных языков, предлагает учебную программу на английском языке, отличную от национальной, и имеет международную ориентацию». Это определение используется различными изданиями, в том числе The Economist.